# Toxopoda viduata
Toxopoda viduata är en tvåvingeart som först beskrevs av Thomson 1869.  Toxopoda viduata ingår i släktet Toxopoda och familjen svängflugor. Inga underarter finns listade i Catalogue of Life.